# Hällestadsåsen-Borelund
Hällestadsåsen-Borelund är ett naturreservat i Lunds kommun i Skåne län.
Området är naturskyddat sedan 1963 och är 5 hektar stort. Reservatet består av två rullstensåsar, den norra kallas Prästamöllan och den södra Borelundåsen. På båda växer gammal ek- och bokskog.